# Referenslinje
Referenslinje är inom geodesin en tredimensionell linje som går mellan två punkter, där den ena punkten är startpunkt. Alla tredimensionella positioner (koordinater) kan då också anges som längdsektion, horisontellt offset och vertikalt offset relativt en referenslinje. När man befinner sig exakt på referenslinjen, så blir både horisontalt och vertikalt offset lika med noll.
Referenslinjen är oftast en rät linje, men kan även vara en cirkelbåge med en känd radie. När flera olika referenslinjer kopplas samman till en sammanhängande linje, kallas det väglinje.

## Praktisk användning

### Inmätning
Vid inmätning av stora ytor för att till exempel kunna skapa en terrängmodell, kan en rak referenslinje användas för att mätaren ska kunna gå spikrakt och inte riskera att mäta in vissa ytor dubbelt, samtidigt som andra ytor missas och hållet. Detta gäller inte minst vid mätning i mörker.
Referenslinjer är också praktiskt när man vill göra geologiska fältundersökningar längs en transekt.

### Utsättning
Vid utsättning av till exempel långa raka ägogränser är det praktiskt att använda sig av en referenslinje. När man är på själva gränslinjen så blir det horisontella offsetet lika med noll.
Vid utsättning av vanliga fyrkantiga hus kan man skapa en referenslinje av ena sidans hörn och sedan sätta ut den sandra sidan. Referenslinje kan även användas för att sätta ut ett uthus, som ska ligga i en rät vinkel mot boningshuset.